# 瓦萊里赫厄山
48°02′33″N 15°50′35″E / 48.04254°N 15.84306°E
瓦萊里赫厄山（德語：Valeriehöhe），是奧地利的山峰，位於該國東北部，由下奧地利州負責管轄，屬於維也納林山的一部分，海拔高度772米，每年平均降雨量1,409毫米。